# Jacob Jan van der Schuit
Jacob Jan van der Schuit ('s-Gravenhage, 25 augustus 1882 - Utrecht, 10 juni 1968) was een predikant en hoogleraar in de Christelijke Gereformeerde Kerken.  

## Biografie
Jacob Jan van der Schuit werd geboren in 's-Gravenhage op 25 augustus 1882 in een liberaal gezin en was bestemd voor de handel. Nadat hij in contact gekomen was met ds. J. Wisse Czn, die predikant was in zijn geboorteplaats, sloot hij zich aan bij diens kerk. Hier maakte de vereniging van 1892 mee en de houding van Wisse, door zich hiervan afzijdig te houden, maakte diepe indruk op hem. 
Van 1900 tot 1907 studeerde Van der Schuit aan de Theologische School van de Christelijke Gereformeerde Kerken. Op 10 november 1907 deed hij intrede als predikant in Kampen. Vanaf 1914 was hij predikant in Amsterdam-West tot zijn benoeming als hoogleraar in 1922 aan de Theologische School. Zijn inaugurele rede ging over Mystiek en Dogma.
Van der Schuit schreef veel artikelen voor het blad De Wekker. Hij polemiseerde veel over leerstellingen ten opzichte van Karl Barth, Klaas Schilder en Gerrit Hendrik Kersten. Na de Tweede Wereldoorlog was Van der Schuit betrokken bij de oprichting van de International Council of Christian Churches waarvan hij een van de vicevoorzitters werd.

## Publicaties
- Dr. A. Kuyper en de sluimerende wedergeboorte (1926)
- Hendrik de Cock, de vader der Afscheiding, naast Luther en Calvijn (1934)
- Afscheiding--doleantie getoetst aan het handboek van het kerkrecht der doleantie (1934)
- De Dordtsche Synode en het supra-lapsarisme (1937)
- Dogma-geschiedenis  (1947)
- Christus en de autoriteit der Heilige Schrift en de Wereldraad van kerken (1948)
- Het verbond der verlossing : Antwoord op de vraag : Twee of drie verbonden? (1952,)
- Achter het gordijn des doods
- Ten dis geleid (1961)

- Digitale Bibliotheek voor de Nederlandse Letteren: schu138
- International Standard Name Identifier: 0000 0003 9661 1027
- Nederlandse Thesaurus van Auteursnamen: 069014531
- Virtual International Authority File: 291629509
- WorldCat: E39PBJtxcjvXvpVWCdGKyQTvHC